# سینمای هنگ کنگ
سینمای هنگ کنگ (انگلیسی: Cinema of Hong Kong) (به چینی: 香港電影)، در کنار سینمای چین و سینمای تایوان، یکی از سه حوزه تاریخی سینمای چینی‌زبان است. هنگ کنگ به عنوان منطقه‌ای بریتانیایی، از آزادی سیاسی و اقتصادی بیشتری نسبت به سرزمین اصلی چین و تایوان برخوردار بود و به همین‌خاطر، توانست به سرعت به مرکزی برای تولید فیلم برای دنیای چینی‌زبان تبدیل شود. 
برای دهه‌ها، هنگ کنگ، سومین صنعت فیلم متحرک در جهان (پس از سینمای هند و سینمای آمریکا) و دومین صادرکننده فیلم به حساب می‌آمد. با وجود بحران اقتصادی دهه ۱۹۹۰ و بازگشت هنگ کنگ به چین در ژوئیه ۱۹۹۷، سینمای هنگ کنگ همچنان هویت خود را حفظ کرده و نقش برجسته‌ای در سینمای جهان ایفا می‌کند. در غرب، سینمای به شدت عامه‌پسند هنگ کنگ، به خصوص سینمای اکشن هنگ کنگ، پیروان فرقه‌گون زیادی دارد که دیگر جزئی از جریان اصلی فرهنگی است و به صورت گسترده، در دسترس و مورد تقلید است.